# 自衛隊徳島地方協力本部
自衛隊徳島地方協力本部（じえいたいとくしまちほうきょうりょくほんぶ、Tokushima Provincial Cooperation Office）は、徳島県徳島市万代町3丁目5徳島第2地方合同庁舎5階に所在する、自衛隊地方協力本部のひとつ。陸・海・空自衛隊共同の機関だが、陸上自衛隊の中部方面総監の指揮監督下にある。管轄する地域における防衛省・自衛隊の総合窓口として徳島県管内で活動する。

## 沿革
- 1954年（昭和29年）7月5日 - 陸上自衛隊の機関として陸上自衛隊徳島地方連絡部が編成される[2]。
- 1956年（昭和31年）8月1日 - 自衛隊法施行令の一部改正により地方連絡部が陸海空自衛隊の共同機関となり、自衛隊徳島地方連絡部に改編される[3]
- 2006年（平成18年）7月31日 - 自衛隊徳島地方協力本部に改編される。

## 出先機関
- 三好出張所 担当地区：三好市、美馬市、つるぎ町、東みよし町
- 鴨島地域事務所 担当地区：吉野川市、阿波市、石井町、神山町
- 鳴門地域事務所 担当地区：鳴門市、北島町、松茂町、藍住町、板野町、上板町
- 阿南地域事務所 担当地区：小松島市、阿南市、那賀町、勝浦町、上勝町、美波町、牟岐町、海陽町
- 徳島募集案内所 担当地区：徳島市、佐那河内村

## 主要幹部
| 官職名                   | 階級    | 氏名     | 補職発令日     | 前職               |
| ------------------------ | ------- | -------- | -------------- | ------------------ |
| 自衛隊徳島地方協力本部長 | 1等海佐 | 袴田重征 | 2024年04月01日 | 厚木航空基地隊司令 |

| 代 | 氏名                 | 在職期間                | 出身校・期                     | 前職                                            | 後職                                                  |
| -- | -------------------- | ----------------------- | ------------------------------ | ----------------------------------------------- | ----------------------------------------------------- |
| 01 | 秋山治行 （2等陸佐） | 1954.7.5 - 1959.7.31    | 青山学院専門部 昭和9年卒       | 陸上自衛隊幹部学校教務部長                      | 中部方面隊準備本部募集課長                            |
| 02 | 田久保龍雄           | 1959.8.1 - 1961.12.15   | 海兵64期                       | ゆうだち艦長 →1960.8.1 1等海佐昇任              | 第6護衛隊司令                                         |
| 03 | 杉山正三 （2等陸佐） | 1961.12.16 - 1964.7.15  | 京都帝国大学 昭和14年卒        | 第6管区総監部法務課長                           | 自衛隊愛媛地方連絡部付 →1964.9.19 停年退官            |
| 04 | 井上善高 （1等陸佐） | 1964.7.16 - 1967.7.16   | 陸士48期・ 陸大56期            | 第39普通科連隊長                                | 中部方面総監部付 →1967.12.1 停年退官                  |
| 05 | 福西房一 （1等陸佐） | 1967.7.17 - 1969.7.15   | 海兵66期                       | 千僧駐とん地業務隊長                            | 陸上自衛隊関西地区補給処付 →1970.6.5 停年退官         |
| 06 | 白石敬次郎           | 1969.7.16 - 1970.10.15  | 海経32期                       | 舞鶴補給所長                                    | 横須賀補給所長                                        |
| 07 | 今田実               | 1970.10.16 - 1972.12.15 | 海機52期                       | 海上自衛隊第2術科学校教務部長                   | 海上自衛隊幹部学校研究部員                            |
| 08 | 松本一               | 1972.12.16 - 1975.7.15  | 海兵73期                       | 第32護衛隊司令                                  | 横須賀地方総監部付 →1975.11.16 横須賀警備隊司令       |
| 09 | 大橋敬三             | 1975.7.16 - 1977.7.15   | 海兵75期・ 京都大学 昭和27年卒 | 呉地方総監部付                                  | 防衛研修所所員                                        |
| 10 | 山崎健一郎           | 1977.7.16 - 1979.7.15   | 高知大学・ 3期幹候             | 第3潜水隊司令                                   | 横須賀地方総監部付 →1979.9.1 横須賀地方総監部管理部長 |
| 11 | 鯨臥毅 （1等陸佐）   | 1979.8.1 - 1981.7.31    | 早稲田大学 昭和29年卒          | 統合幕僚会議事務局第2幕僚室                     | 中央資料隊副隊長                                      |
| 12 | 廣瀬直 （1等陸佐）   | 1981.8.1 - 1983.7.31    | 防大2期                        | 陸上幕僚監部防衛部研究課分析班長                | 陸上自衛隊幹部学校主任教官                            |
| 13 | 井原康夫 （1等陸佐） | 1983.8.1 - 1985.8.7     | 明治大学 昭和32年卒            | 第6高射特科群長 兼 与座分屯地司令               | 中部方面総監部総務部長                                |
| 14 | 畑山正親 （1等空佐） | 1985.8.8 - 1987.7.31    | 神奈川大学 昭和36年卒          | 航空幕僚監部人事教育部付                        | 航空幕僚監部人事教育部厚生課勤務                      |
| 15 | 山田好義 （1等空佐） | 1987.8.1 - 1989.7.31    | 防大8期                        | 航空幕僚監部人事教育部人事課制度班長            | 中部航空方面隊司令部人事部長                          |
| 16 | 森岡浩一             | 1989.8.1 - 1991.7.31    | 防大7期                        | 第5航空隊司令                                   | 鹿屋航空基地隊司令                                    |
| 17 | 古川俊男             | 1991.8.1 - 1993.6.30    | 防大10期                       | 第41護衛隊司令                                  | 電子業務支援隊司令                                    |
| 18 | 大和田雅行           | 1993.7.1 - 1995.7.31    | 防大10期                       | 第4支援整備隊司令                               | 海上自衛隊第3術科学校副校長                           |
| 19 | 久保秀人             | 1995.8.1 - 1997.7.31    | 防大17期                       | 海上幕僚監部人事教育部人事課服務班長            | 航空管制隊司令                                        |
| 20 | 長尾好太郎           | 1997.8.1 - 1999.12.9    | 東海大学・ 25期幹候            | 海上幕僚監部装備部装備課後方計画班長            | 佐世保地方総監部管理部長                              |
| 21 | 工藤誠               | 1999.12.10 - 2001.12.11 | 防大16期                       | 海上自衛隊第3術科学校教育第2部長                | 大村航空基地隊司令                                    |
| 22 | 野村勉               | 2001.12.12 - 2004.2.11  | 防大21期                       | 第201整備補給隊司令                             | 海上自衛隊第3術科学校副校長                           |
| 23 | 清水洋               | 2004.2.12 - 2006.4.2    | 東海大学・ 29期幹候            | 統合幕僚会議事務局第4幕僚室長中期班長           | 海上自衛隊艦船補給処副処長                            |
| 24 | 神宮万和             | 2006.4.3 - 2008.7.31    | 防大24期                       | 海上幕僚監部総務部総務課 総務調整官 兼 総務班長 | 情報本部総務部長                                      |
| 25 | 柴田有三             | 2008.8.1 - 2010.8.1     | 防大26期                       | 第5航空群司令部首席幕僚                         | 統合幕僚監部運用部 運用第2課訓練調整官                |
| 26 | 黒澤聖二             | 2010.8.2 - 2012.4.1     | 防大27期                       | 海上幕僚監部首席法務官付法務室長                | 海上幕僚監部首席法務官                                |
| 27 | 溝江和彦             | 2012.4.2 - 2014.3.25    | 防大28期                       | あしがら艦長                                    | 佐世保海上訓練指導隊勤務                              |
| 28 | 森 真規              | 2014.3.26 - 2015.11.30  | 岐阜大学・ 40期幹候            | 統合幕僚監部総務部総務課教育班長                | 第2整備補給隊司令                                     |
| 29 | 木下周一             | 2015.12.1 - 2017.11.30  | 防大33期                       | 海上幕僚監部装備計画部装備需品課 装備需品班長   | 第1整備補給隊司令                                     |
| 30 | 尾畑典生             | 2017.12.1 - 2019.12.19  | 防大34期                       | 自衛艦隊司令部運用総括幕僚                      | 舞鶴地方総監部防衛部長                                |
| 31 | 小林知典             | 2019.12.20 - 2022.3.21  | 防大34期                       | 第1輸送隊司令                                   | 佐世保地方総監部付 →2022.3.30 佐世保警備隊司令        |
| 32 | 細田直人             | 2022.3.22 - 2024.3.31   | 四天王寺国際仏教大・ 43期幹候  | 南関東防衛局防衛補佐官                          | 舞鶴教育隊司令                                        |
| 33 | 袴田重征             | 2024.4.1 -              | 防大38期                       | 厚木航空基地隊司令                              |                                                       |